# Amdi Worm
Amdi Worm (getauft 31. März 1722 in Kopenhagen; † 23. März 1791 in Engum) war ein dänischer Orgelbauer und Organist. Er gilt als der letzte bedeutende dänische Barockorgelbauer. Jürgen Marcussen, der Gründer des Orgelbauunternehmens Marcussen & Søn, war sein Enkelschüler.

## Leben und Wirken

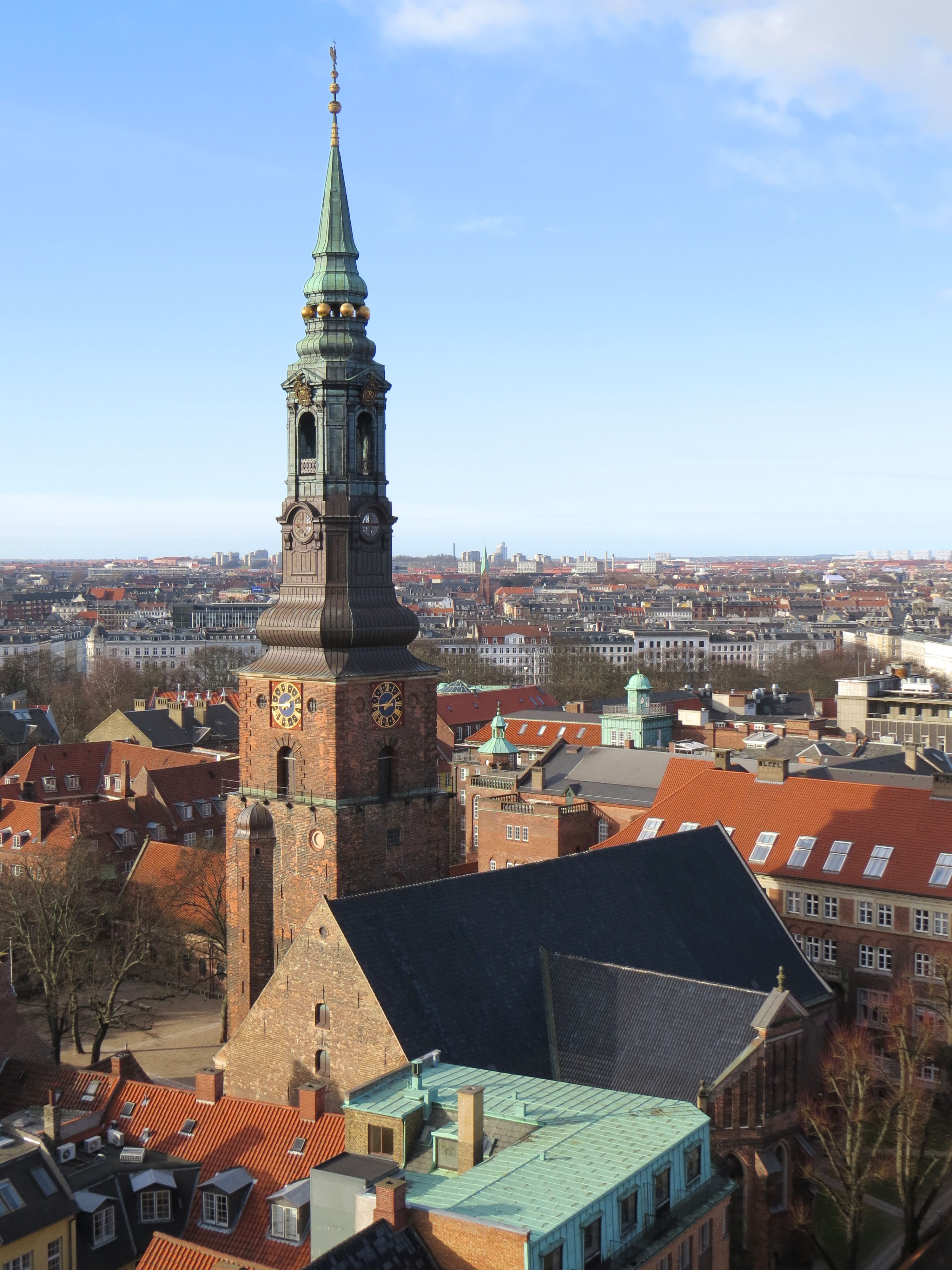
St.-Petri-Kirche in Kopenhagen; hier wurde Amdi Worm getauft

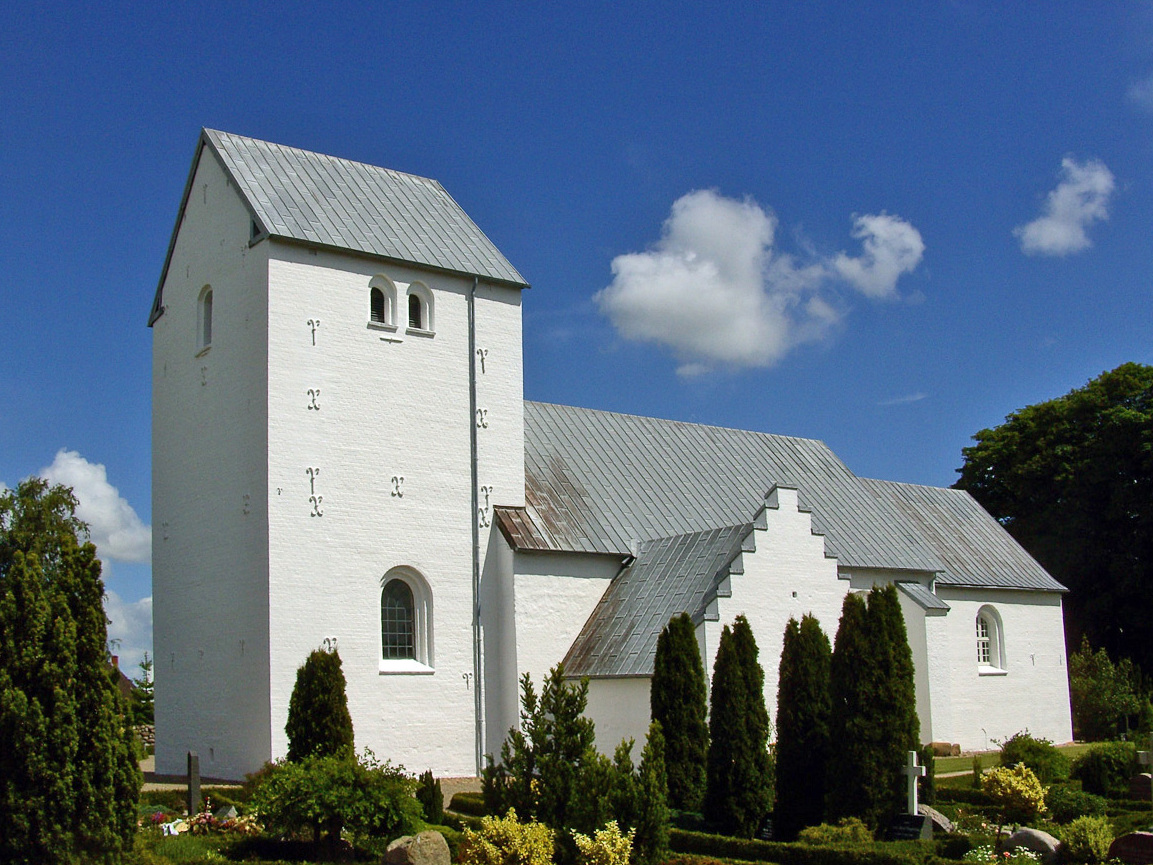
Engum Kirke; hier war Amdi Worm Organist an einer selbst gebauten Orgel

Amdi Worm wurde 1722 in der Kopenhagener St.-Petri-Kirche getauft, der Kirche der deutschsprachigen evangelischen Gemeinde der Stadt, vermutlich deshalb, weil seine Mutter Dorothea, geb. Francken deutscher Herkunft war. Sein Vater Amdi Rasmussen Worm war Tischler und stammte aus Værløse nordwestlich von Kopenhagen. Der seltene dänische Vorname Amdi, den Vater und Sohn trugen, ist eine Kontraktion des altnordischen Namens Agmundi und bedeutet „Beschützer der Schwertklinge“.
Amdi Worm absolvierte eine Orgelbauerlehre bei dem nur wenig älteren Hartvig Jochum Müller (ca. 1716–1793), der ein Schüler von Lambert Daniel Kastens und ein Enkelschüler von Arp Schnitger war. Worm reiste oft mit Müller aufs dänische Festland (Jütland), und dies führte schließlich zu einer Absprache, mit der beide Dänemark unter sich aufteilten, als Worm ausgelernt hatte: Worm übernahm den Orgelbau in Jütland und auf Fünen, Müller den auf Seeland inklusive Kopenhagen. Am 2. Februar 1748 wurde Worm die Bewilligung als selbstständiger Orgelbauer ausgestellt.
In den folgenden Jahrzehnten entfaltete Worm eine rege Wirksamkeit vor allem bei der Reparatur und Unterhaltung bestehender Orgeln, er lieferte aber auch einige kleine bis mittelgroße Neubauten. Sein größtes Werk war die Orgel der Domkirche von Odense mit 43 Registern (1752–1756), deren Disposition noch ganz in barocker Obertönigkeit gehalten war: Auf den drei Manualen gab es nur fünf labiale und drei linguale Achtfuß-Register. Dieser Neubau im Dom zu Odense ersetzte ein Instrument von Johan Lorentz d. Ä (II/P/22) von 1625/26 und brachte Worm 2000 Rigsdaler sowie einen Ruf als fähiger Orgelbauer.
Amdi Worm war ein Pionier bei der Einführung des Kammertons in Dänemark. In seinen Zeitungsannoncen schrieb er ausdrücklich, dass er Orgeln, die im Chorton gestimmt waren, in den Kammerton setzten könne. Seine neuen Instrumente würde er ausschließlich im Kammerton bauen, „zu Gottes Ehre und damit die Singenden sich nicht heiser schreien müssen“. Aus einer Zeitungsanzeige von 1752 geht hervor, dass Worm sich in Aarhus niedergelassen hatte und neben Orgeln und Positiven auch Cembali und Klaviere baute. Doch schon kurz darauf muss er nach Engum nordöstlich Vejle gezogen sein, wo er seitdem seine Werkstatt hatte. Als die Kirche von Engum 1759/1760 restauriert wurde, bestellte man auch eine neue Orgel. Sobald Worm diese geliefert hatte, übernahm er dort auch das Organistenamt und übte es, in den letzten Jahren von seinen Söhnen assistiert, bis zu seinem Tod aus.
Worms wichtigste Restaurierung war die Überholung und Neuaufstellung der damaligen Orgel im Dom zu Ribe im Jahr 1770. Auf Wunsch der Kirchengemeinde gab Worm diesem Instrument eine für Dänemark einmalige zentrale Platzierung, nämlich auf vier Säulen vorn im Hauptschiff auf Höhe der abzweigenden Querschiffe. So wurde zwar die Sicht auf den Hauptaltar teilweise verdeckt, aber der Klang konnte sich gut im Raum entfalten.
Bei der Volkszählung 1787 wird erstmals Hans Friderich Oppenhagen als Lehrling im Hause Worms erwähnt. Nach Abschluss der Lehre blieb Oppenhagen Worms Gehilfe, bis er ca. 1790 einen eigenen Werkstattbetrieb in Rudkøbing auf Langeland eröffnete. Amdi Worms letzter Auftrag war der Bau einer neuen Orgel in der St.-Nikolai-Kirche in Vejle, doch noch bevor er damit richtig begonnen hatte, verstarb Worm am 23. März 1791 in Engum und wurde am 30. März ebendort begraben. Oppenhagen stellte das beauftragte Instrument in Vejle fertig, das allerdings schon 1792 wieder repariert werden musste.
Amdi Worm war zweimal verheiratet, in erster Ehe (geschlossen in Kopenhagen 1748) mit Elisabeth (Elsebet) Pedersdatter (1722–1773), in zweiter Ehe (geschlossen in Varde 1774) mit Anne Kirstine Knudsen (1749–1827). Seine Orgelbauwerkstatt wurde von seinem Schwiegersohn Johan Hartvig Ernst Peerstrup (ca. 1765–1817) weitergeführt, aber fast nur noch mit Stimmungen und Reparaturen vorhandener Orgeln. Das Organistenamt in Engum wurde von seinem Sohn Caspar Herman Gottlob Worm (1776–1855) übernommen, der es seinerseits an seinen Sohn Johan Bernhard Worm (1815–1901) vererbte.
Nach Worms Ableben stagnierte der dänische Orgelbau für mehrere Jahrzehnte, auch aufgrund von Kriegen und wirtschaftlich schwierigen Zeiten, bis er in der Mitte des 19. Jahrhunderts unter romantischen Vorzeichen, nicht zuletzt durch seinen Enkelschüler Jürgen Marcussen, wieder zu neuer Blüte kam. Nach dem Orgelindex des Dänischen Nationalmuseums und weiteren Quellen gibt es in dänischen Kirchen heute noch sechs Orgelprospekte von Amdi Worm, und zwei Orgeln haben noch Pfeifenwerk von ihm.

## Werke (Auswahl)
| Jahr      | Ort           | Gebäude                    | Bild | Manuale | Register | Bemerkungen                                                                             |
| --------- | ------------- | -------------------------- | ---- | ------- | -------- | --------------------------------------------------------------------------------------- |
| 1752–1756 | Odense        | Dom zu Odense (St. Knud)   |      | III/P   | 43       | Prospekt erhalten                                                                       |
| 1755–1756 | Odense        | Vor Frue Kirke             |      |         |          | Prospekt erhalten                                                                       |
| 1756      | Kolding       | Sct. Nicolai Kirke         |      | II/P    | 16       | nicht erhalten                                                                          |
| 1760      | Engum         | Engum Kirke                |      |         |          | Prospekt erhalten; hier war Amdi Worm auch als Organist tätig                           |
| 1772      | Lemvig        | Lemvig Kirke               |      | I/P     | 12       | Oberstücke des Prospektes vermutlich noch von 1772, der restliche Prospekt ist von 1935 |
| 1779      | Ebeltoft      | Ebeltoft Kirke             |      |         |          | Prospekt erhalten                                                                       |
| 1782      | Hviding       | Hviding Kirke              |      |         |          | Prospekt erhalten                                                                       |
| 1784      | Nykøbing Mors | Morsland Historiske Museum |      | I       | 3        | erhalten; Amdi Worm zugeschrieben Foto (am Ende des oberen Drittels der Seite)          |
| 1789      | Rudkøbing     | Rudkøbing Kirke            |      |         |          | Prospekt und acht Register erhalten                                                     |